# Braunalgen

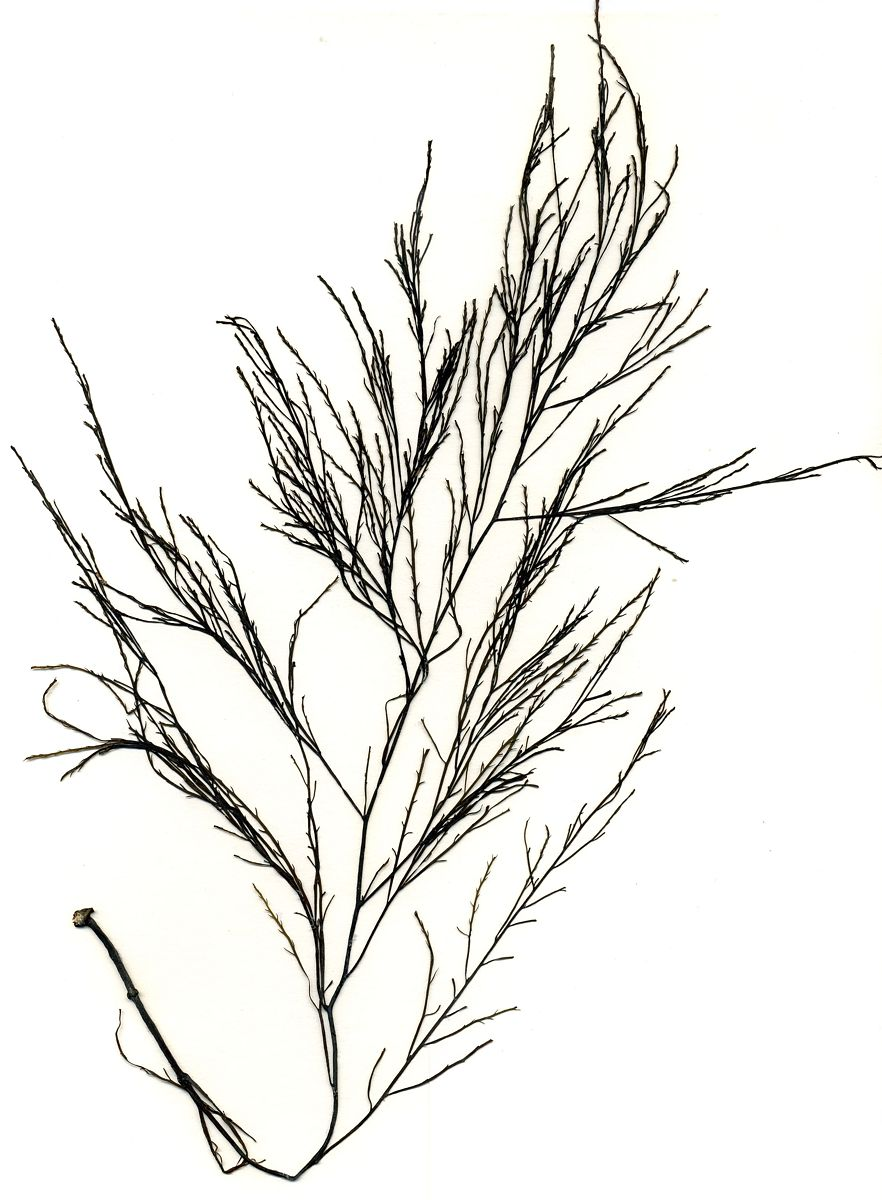
Desmarestia aculeata, Desmarestiales

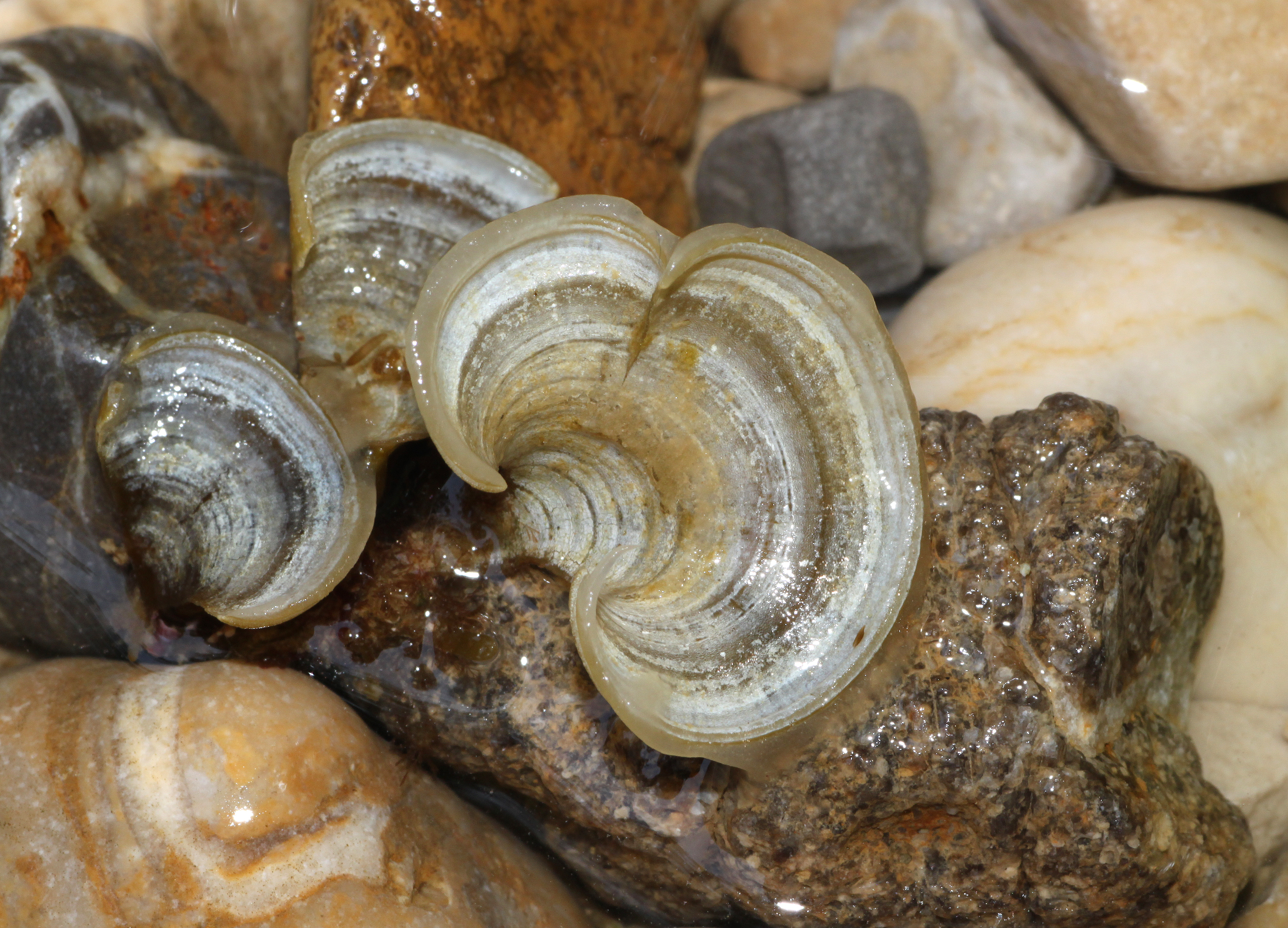
Padina pavonica, Dictyotales

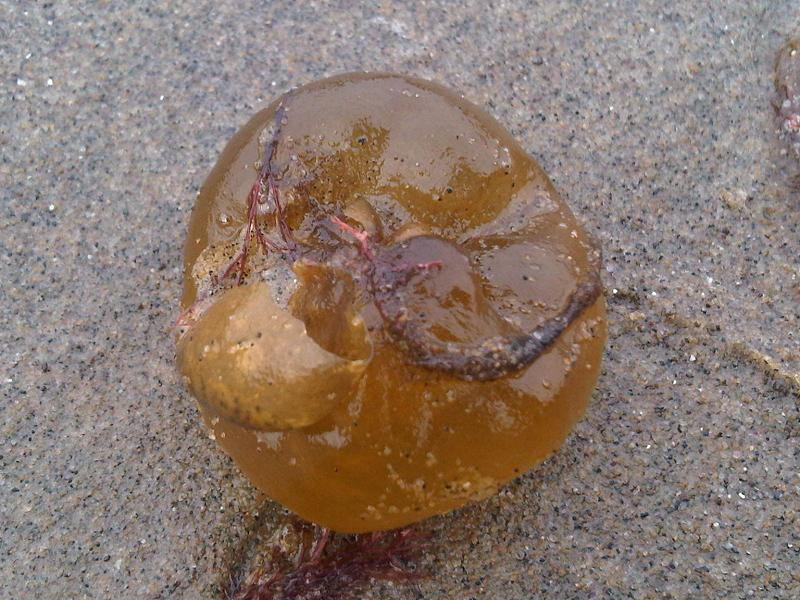
Colpomenia peregrina, Ectocarpales

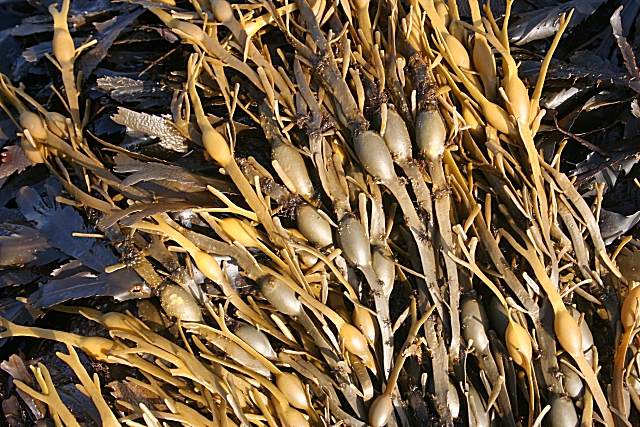
Knotentang (Ascophyllum nodosum), Fucales

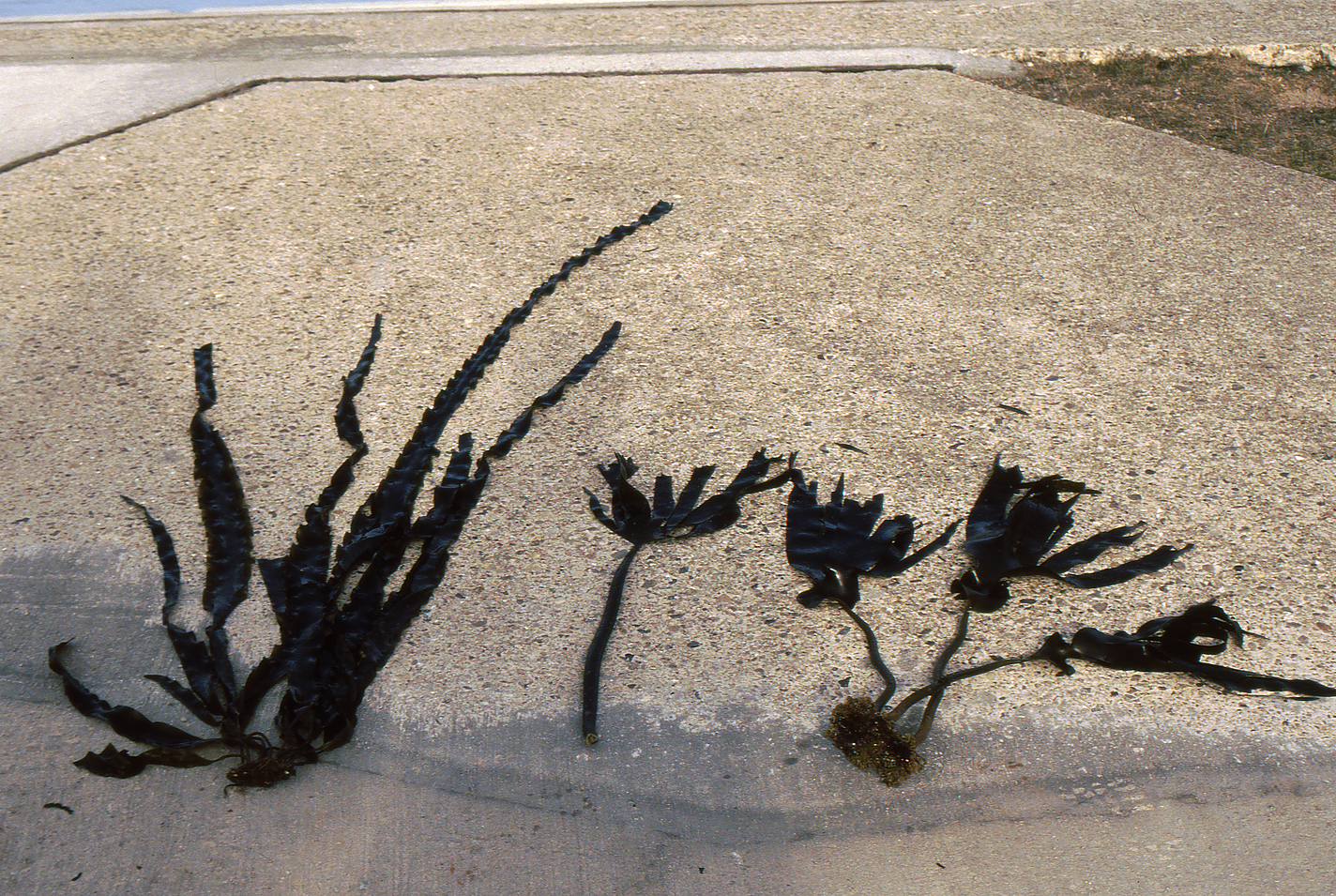
Zuckertang, Fingertang und Palmentang, Laminariales

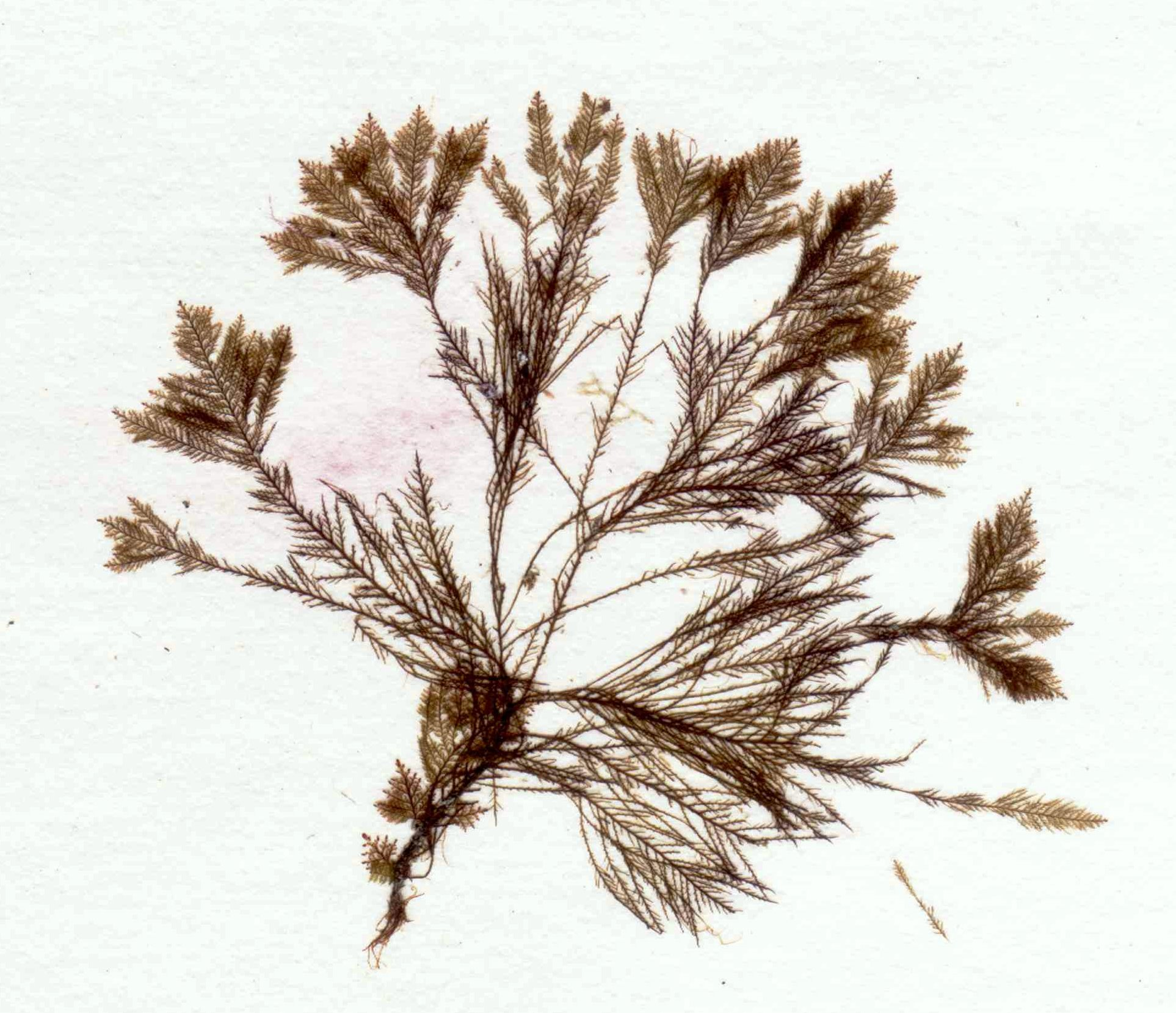
Halopteris filicina, Sphacelariales

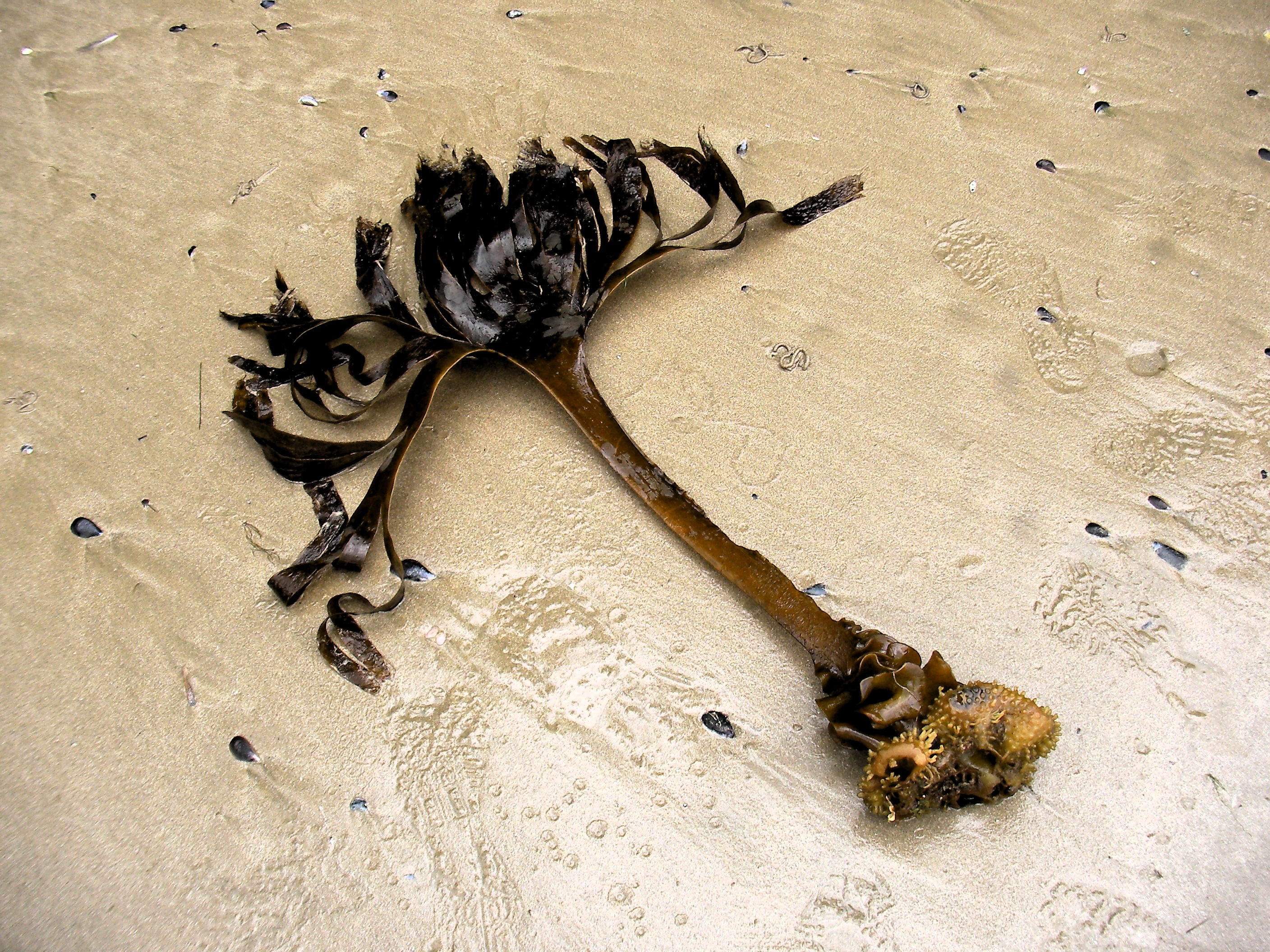
Saccorhiza polyschides, Tiliopteridales

Die Braunalgen (Phaeophyceae) bilden eine eigene Gruppe innerhalb der Stramenopilen (Stramenopiles), einer Untergruppe der Sar. Es handelt sich um meist marine, oft braune Algen mit Generationswechsel.
Ein Kennzeichen dieser fädig oder blattartigen, auf jeden Fall mehrzelligen Algen sind die braunen Fucoxanthin-Farbstoffe, die das grüne Chlorophyll maskieren, also überdecken.

## Merkmale
Die Braunalgen sind eine sehr formenreiche Gruppe. Der Habitus reicht von kleinen, verzweigten Zellfäden, Fadenthalli, pseudoparenchymatischen Thalli bis zu komplexen, vielschichtigen, mehrere Meter großen Protoctisten mit Gewebe- und Organdifferenzierung. Die Organe dieser Tange erinnern an Blatt, Achse und Wurzel der Kormophyten und werden in Analogie Phylloid, Cauloid und Rhizoid genannt. Einzeller fehlen bei den Braunalgen.

### Plastiden
Die Braunalgen besitzen wie alle heterokonten Algen komplexe Plastiden (auch Chromatophor genannt) ohne Nucleomorph, die durch sekundäre Endosymbiose entstanden sind. Die Photosynthesepigmente sind die der Heterokonten: Chlorophyll a, c1 und c2. Als akzessorische Pigmente sind β-Carotin und die Xanthophylle Fucoxanthin, Diadinoxanthin und Diatoxanthin vorhanden, wobei die beiden letzteren in geringen Mengen auftreten. Meist ist nur ein Chromatophor pro Zelle vorhanden, selten mehrere. Die DNA ist in einem Genophor vom Ring-Typ angeordnet. Das Reservepolysaccharid ist Chrysolaminarin.

### Geißeln
Die einzelligen Schwärmer der Braunalgen (Zoosporen und Gameten) weisen die für die Stramenopilen typischen zwei verschieden gestalteten Geißeln („heterokont“) auf. Die Basis der Schleppgeißel ist angeschwollen und dient vielleicht als Photorezeptor. Sie liegt in der Nähe des Augenflecks, eines rotbraunen Flecks im Chromatophor. Die Schleppgeißel hat immer einen dünnen Haarfortsatz am Ende, die Zuggeißel manchmal. Dieses Merkmal tritt nur hier und bei den Xanthophyceae auf.

### Zellwand
Die Zellwände der Braunalgen enthalten neben der Zellulose Alginate als strukturgebende Hauptbestandteile. Die Zellulose bildet den fibrillären Anteil, der die Festigkeit der Zellwände gewährleistet. Die Fibrillen sind in eine amorphe, schleimartige Substanz eingebettet, die aus in Wasser kolloidal gelösten Alginaten besteht. Eine zusätzliche Verstärkung erfolgt durch unlösliche Alginat-Gele. Diese für die Braunalgen spezifische Zellwandstruktur ermöglicht gleichzeitig Festigkeit und Flexibilität, um den mechanischen Belastungen durch die Gezeitenströmungen und die Wellenbewegungen standhalten zu können.

## Vermehrung
Die Braunalgen vollziehen einen Generationswechsel. Die Meiosporen werden in uniloculären (einkammerigen) Sporocysten gebildet, die Gameten in pluriloculären (vielkammerigen) Gametangien. Der Generationswechsel ist heterophasisch, d. h., es wechseln sich haploide und diploide Generationen ab. Innerhalb der Braunalgen gibt es eine Entwicklungslinie von gleichartigem (isomorphem) Generationswechsel zu einer Reduktion des haploiden Gametophyten: heteromorpher (verschiedengestaltiger) Generationswechsel. Bei den Fucales ist die haploide Generation fast vollständig rückgebildet, sodass sie fast reine Diplonten sind.
Bei den Gameten gibt es eine Entwicklungslinie von gleichgestalteten Gameten (Isogamie) über verschieden große begeißelte Gameten (Anisogamie) bis hin zu unbegeißelten weiblichen Eizellen (Oogamie).

## Vorkommen
Die meisten Arten leben im Meer. Es sind nur fünf Gattungen als Süßwasserbewohner bekannt. Die größte Vielfalt entwickeln sie in den gemäßigten und kalten Breiten der Ozeane. Sie leben als Teil des Benthos und sind als Lithophyten an Felsen, Steinen und Ähnlichem festgewachsen. Manche liegen bei Niedrigwasser frei oder wachsen auch epiphytisch auf anderen Algen. In einigen Gebieten, etwa an der amerikanischen Pazifikküste, bilden sie große unterseeische Wälder (Tangwälder). Hier wachsen die riesigen Tange Lessonia, Macrocystis und Nereocystis. Kleinere Formen wachsen auf Steinen, Seepocken, Schnecken und Algen. Manche Arten wachsen sogar endophytisch in größeren Algen.

## Systematik
Die Braunalgen sind eine Gruppe der Stramenopilen. Ihre Schwestergruppe dürfte eine Klade bestehend aus Xanthophyceae, Pinguiochrysidales und Phaeothamniophyceae sein.
Das Taxon Phaeophyceae wurde 1891 von Frans Reinhold Kjellman mit dem Rang einer Klasse aufgestellt (in: Die natürlichen Pflanzenfamilien, Teil 1, Abteilung 2. (Engler, A. & Prantl, K. Eds), S. 176–181. Engelmann, Leipzig).
Zu den Braunalgen gehören etwa 1850 Arten. Die innere Systematik beruhte zunächst vielfach auf einer Einteilung nach dem Lebenszyklus, befand sich aber durch molekulargenetische Untersuchungen seit etwa 1990 im Umbruch. Adl et al. (2012) gliederten die Phaeophyceae in 19 ranglose Untergruppen (ehemals Ordnungen). Silberfeld & al. (2014) fassten erstmals sämtliche phylogenetischen Forschungsergebnisse in einer neuen Klassifikation zusammen. Danach können die 304 Gattungen der Braunalgen zu vier großen Verwandtschaftsgruppen (Unterklassen) mit 18 Ordnungen gruppiert werden (Artenzahlen nach AlgaeBASE 2014):
- Discosporangiophycidae Silberfeld, F. Rousseau & Reviers, mit der einzigen Ordnung
  - Discosporangiales O. C. Schmidt em. H. Kawai, Hanyuda, Draisma & Müller, mit 3 Arten
- Ishigeophycidae Silberfeld, F. Rousseau & Reviers, mit der einzigen Ordnung
  - Ishigeales G. Y. Cho & Boo, mit 8 Arten
- Dictyotophycidae Silberfeld, F. Rousseau & Reviers, mit etwa 353 Arten
  - Dictyotales Bory de Saint-Vincent, mit etwa 244 Arten, beispielsweise:
    - Trichteralge (Padina pavonica (L.) Thivy)

  - Onslowiales Draisma & Prud'homme van Reine, mit 2 Gattungen und 4 Arten:
  - Sphacelariales Migula, mit etwa 100 Arten
  - Syringodermatales Henry, mit der einzigen Gattung Syringoderma Levring, mit 5 Arten
- Fucophycidae Cavalier-Smith, mit etwa 1477 Arten
  - Ascoseirales Petrov, mit der einzigen Art Ascoseira mirabilis Skottsberg
  - Asterocladales T. Silberfeld, M.-F. Racault, R. L. Fletcher, A. F. Peters, F. Rousseau & B. de Reviers, mit der einzigen Gattung Asterocladon D. G. Müller, E. R. Parodi & A. F. Peters, mit 3 Arten
  - Desmarestiales Setchell & Gardner, mit etwa 32 Arten, beispielsweise
    - Stacheltang (Desmarestia aculeata (L.) J. V. Lamouroux)

  - Ectocarpales Bessey, mit etwa 695 Arten
  - Fucales Bory de Saint-Vincent, mit etwa 528 Arten, beispielsweise:
    - Knotentang (Ascophyllum nodosum (L.) Le Jolis)
    - Fucus L.
    - Golftange (Sargassum C. Agardh)

  - Laminariales Mig., mit 34 Gattungen und etwa 130 Arten, beispielsweise:
    - Fingertang (Laminaria digitata (Huds.) J. V. Lamouroux)
    - Palmentang (Laminaria hyperborea (Gunn.) Foslie)
    - Riesentang (Macrocystis pyrifera (L.) C. Agardh)
    - Japanischer Blatttang (Saccharina japonica Aresch,)
    - Zuckertang (Saccharina latissima (L.) C. E. Lane, C. Mayes, L. D. Druehl & G. W. Saunders)

  - Nemodermatales M. Parente, R. L. Fletcher, F. Rousseau & N. Phillips, mit der einzigen Art Nemoderma tingitanum Schousboe ex Bornet
  - Phaeosiphoniellales Silberfeld, F. Rousseau & Reviers, mit der einzigen Art Phaeosiphoniella cryophila R. G. Hooper, E. C. Henry & R. Kuhlenkamp
  - Ralfsiales Nakamura ex P.-E. Lim & H. Kawai, mit etwa 34 Arten
  - Scytothamnales Peters & Clayton, mit 8 Arten
  - Sporochnales Sauvageau, mit etwa 30 Arten
  - Tilopteridales Bessey em. Phillips et al. (syn. Cutleriales), mit etwa 19 Arten, beispielsweise:
    - Saccorhiza polyschides (Lightfoot) Batters

Unklar ist derzeit noch die Zuordnung von 7 Arten der Gattungen Jonssonia, Porterinema, Sorapion und Zosterocarpus.

### Nordostatlantische Arten (Auswahl)
Einige häufigere nordostatlantische Arten sind:
- Flügeltang (Alaria esculenta (L.) Greville)
- Knotentang (Ascophyllum nodosum (L.) Le Jolis)
- Gabelzweigtang (Bifurcaria bifurcata)
- Stacheltang (Desmarestia aculeata (L.) J. V. Lamouroux)
- Sägetang (Fucus serratus L.)
- Spiraltang (Fucus spiralis L.)
- Blasentang (Fucus vesiculosus L.)
- Schotentang (Halidrys siliquosa (L.) Lyngb.)
- Riementang (Himanthalia elongata (L.) S. F. Gray)
- Fingertang (Laminaria digitata (Huds.) J. V. Lamouroux)
- Palmentang (Laminaria hyperborea (Gunn.) Foslie)
- Rinnentang (Pelvetia canaliculata (L.) Decne. & Thur.)
- Zuckertang (Saccharina latissima (L.) C. E. Lane, C. Mayes, L. D. Druehl & G. W. Saunders)

Für die in der Deutschen Bucht vorkommenden Braunalgen siehe auch die Liste der Meeresalgen von Helgoland.

## Verwendung

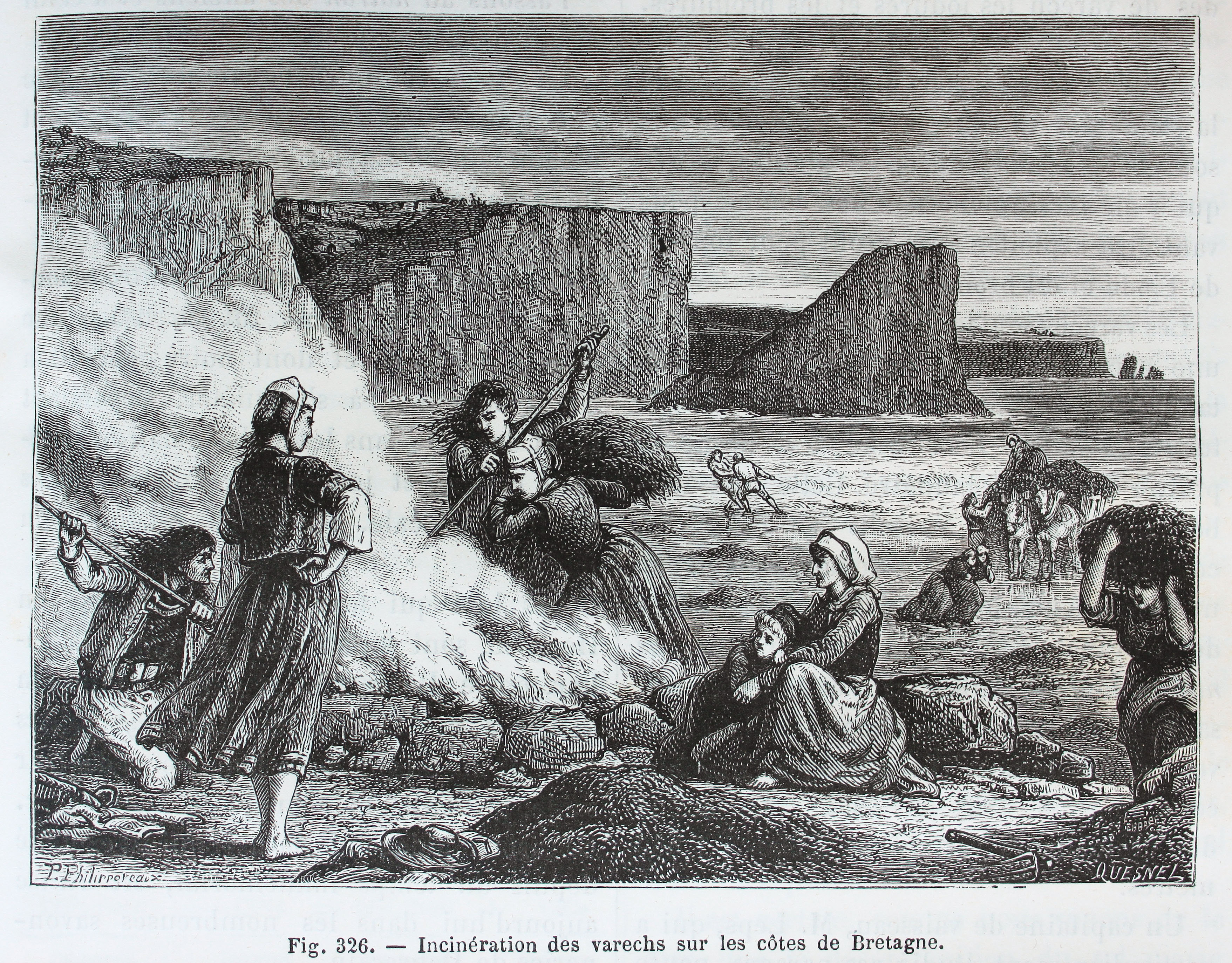
Verbrennung von Seetang in der Bretagne
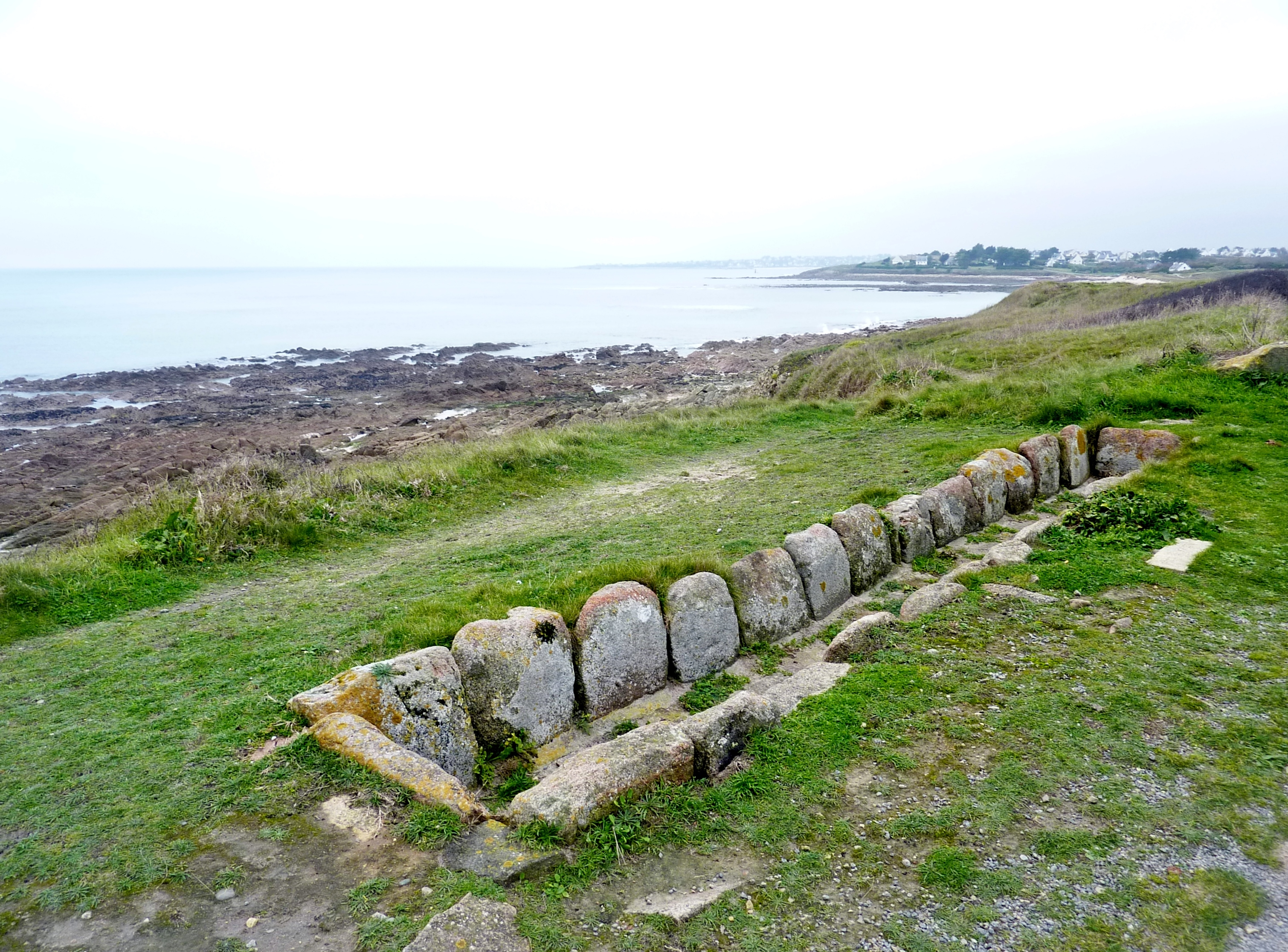
Algenofen im Département Finistère
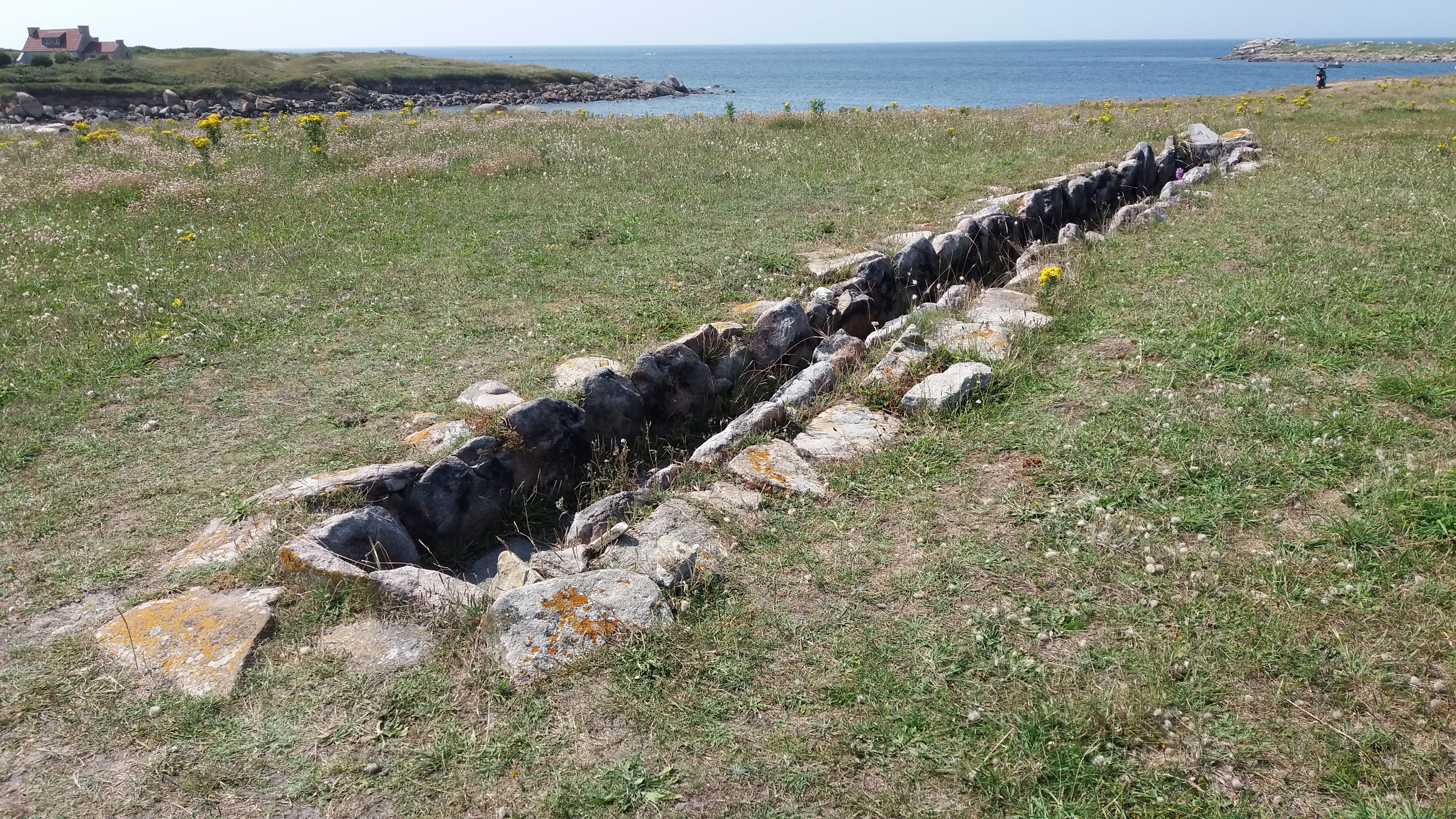
Algenofen auf der Île-de-Batz
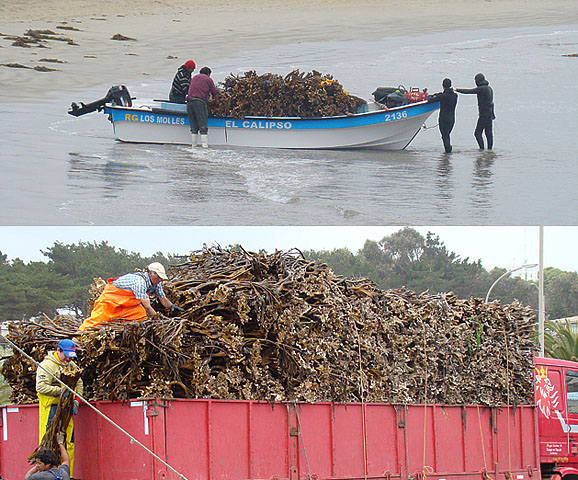
Ernte von Lessonia trabeculata

Aus Braunalgen werden Alginate gewonnen, die als Gelbildner Verwendung finden. Alginate sind ein Nebenprodukt bei der Gewinnung von Jod aus Meeresalgen im Nassverfahren. Wegen der vielfältigen Anwendungsmöglichkeiten werden Alginate auch direkt für die Verwendung in der Lebensmittel- sowie der Pharma- und Kosmetikindustrie aus den Braunalgen extrahiert. Mit Trawlern werden dafür Braunalgen der Gattungen Macrocystis, Laminaria, Ascophyllum, Sargassum, Ecklonia, Lessonia und Durvillea geerntet.
Einige Arten werden auch gegessen, so Kombu (Saccharina japonica und andere Saccharina-Arten), Wakame (Undaria pinnatifida) und Cochayuyo (Durvillaea antarctica).
Seit dem 17. Jahrhundert wurde Seetang in Frankreich verbrannt, um die Kalzium-, Iod- und Alkali-reiche Asche für die Glas- und Seifenindustrie zu gewinnen. Die steingefassten Brennstellen werden Algenofen oder Kelp-Ofen genannt (von englisch: kelp). 1719 wurde die Algenverbrennung von James Fea auf Orkney eingeführt. Das seichte Küstenwasser und die lange Küstenlinie machen die Nordinseln der Orkney, besonders North Ronaldsay, Sanday und Stronsay, zu idealen Plätzen der Tanggewinnung. Der Tang wurde bei Ebbe von den Felsen geschnitten oder nach Stürmen an Land gesammelt. An der Spitze der Produktion liegend, gewann man in Orkney jährlich mehr als 3.000 Tonnen Tang. Der Kelp-Boom dauerte 50 Jahre, (von 1780 bis 1830). Als in den 1840er Jahren Jod gefragt war, erwachte die Kelp-Industrie noch einmal auf niedrigerem Niveau.